# Joseph Saint-Germier
Joseph Saint-Germier, né le 19 janvier 1860 à Toulouse et mort le 5 juin 1925 à Bayonne, est un peintre français.

## Biographie
Joseph Saint-Germier est le fils d'Antoine Saint-Germier, peintre, et de Cécile Bonnement.
Élève d'Alexandre Cabanel et de Léon Bonnat, il expose au Salon à partir de 1882.
En 1892, il épouse Mathilde Ludovica Reuter (1864-1956) ; Léon Bonnat et Ernest Bordes sont témoins du mariage.
Il meurt à Bayonne à l'âge de 65 ans ; il est inhumé le 8 juin 1925.

## Distinctions
- Chevalier de la Légion d'honneur (1896)
- Officier de la Légion d'honneur (1912)